# 점쟁이들
《점쟁이들》은 2012년에 개봉한 대한민국의 영화이다.

## 캐스팅
- 김수로 - 박선생 역
- 강예원 - 찬영 역
- 이제훈 - 박석현 역
- 곽도원 - 심인 스님 역
- 김윤혜 - 승희 역
- 양경모 - 월광 역
- 김기천 - 충렬 선생 역
- 유순철 - 나씨 노인 역
- 이장유 - 울진리 마을 이장 역
- 김민교 - 울진리 마을 경찰관 역
- 임철형 - 장 회장 역
- 김선화 - 김 회장 역
- 이준혁 - 킬러 역
- 정윤민 - 김군 역
- 주석태 - 갈고리 청년 역
- 김지훈 - 일광 역
- 고서희 - 풍황류 보살 역
- 김경태 - 삿갓보살 역
- 진용욱 - 부산양산지국 편집장 역
- 이병준 - 고산선생 역 (특별출연)
- 이미도 - 준경 역 (특별출연)
- 최원영 - 최승우 역 (특별출연)
- 김태훈 - 청년악령 역 (특별출연)

## 수상
- 제13회 뉴샤텔 국제 판타스틱 영화제 New cinema from asia부문 출품
- 제15회 우디네 극동영화제 경쟁부문 초청
- 제31회 브뤼셀 국제판타스틱영화제 국제경쟁부문 출품